# Conflito das Ilhas Hanish
O Conflito das Ilhas Hanish  foi uma disputa entre o Iêmen e a Eritreia pela posse da ilha Grande Hanish (ou Hanish al Kabir), uma das três principais ilhas do disputado arquipélago Zukur-Hanish. Os combates ocorreram ao longo de três dias a partir 15 de dezembro a 17 de dezembro de 1995. 
Até 1995, a região havia sido habitada somente por um grupo de pescadores iemenitas.
O arquipélago está localizado no sul do Mar Vermelho (perto de Bab-el-Mandeb), que neste ponto possui 50 quilômetros de largura. Desde a ocupação britânica de Áden, este havia sido considerado como parte do Iêmen, apesar de estar ao sul, na parte do estreito pertencente a Eritreia.
Em 1998, a Corte Permanente de Arbitragem determinou que a maior parte do arquipélago pertencia ao Iêmen.